# 岸久
岸 久（きし ひさし、1965年 - ）は、日本のバーテンダー、「スタア・バー」のオーナー・バーテンダー、日本バーテンダー協会会長、東京都優秀技能者（東京マイスター）、現代の名工、銀座社交料飲協会副理事長、銀座バーテンダースクール校長。

## 来歴
1965年、東京都に生まれる。
大学時代にアルバイトを行ったことで、バーテンダーの世界へ踏み込む。銀座の会員制老舗バーで修業をした。
1996年、国際バーテンダー協会(IBA)「世界カクテルコンクール」で日本人としては初の世界チャンピオンになる。
2000年に東京都銀座1丁目に「スタア・バーギンザ」を開店。スタア・バーは、イギリスの業界誌である『World's Best Bars』に掲載されるなど日本国内のみならず世界的にも有名になり、NHK総合テレビジョンの情報・ドキュメンタリー番組『プロフェッショナル 仕事の流儀』でも採り上げられる。
2008年には現代の名工を受賞。バーテンダーとして現代の名工を受賞したのは岸が初となる。 
2012年、日本バーテンダー協会の会長に就任する。
2018年、旗艦店として東京ミッドタウン日比谷3階に「スタア・バー日比谷」をオープンさせ、話題となる。

## 賞歴
- 1994年 日本バーテンダー協会全国大会 創作の部優勝[6]
- 1996年 IBA 世界カクテルコンクール ロングドリンク部門優勝[2][7]
- 2004年 東京マイスター[1]
- 2008年 現代の名工
- 2014年 黄綬褒章受章[2][5]

## 著作
- スタア・バーへ、ようこそ （2004年、文藝春秋、ISBN 978-4163656007）
  - 文庫版 （2007年、文春文庫PLUS、ISBN 978-4167713102）
- カクテルの楽しみ方 BOOK -つくる、味わう （2008年、成美堂出版、ISBN 978-4415302652）
- スタア・バーのカクテルブック （2015年、文藝春秋、ISBN 978-4166610402）
- 銀座スタア・バー岸久のモヒート50glasses （2016年、講談社、ISBN 9784062996778）

## 監修
- セイコー・プレザージュ - 腕時計（セイコー）[5]

## オリジナルカクテル
ヘザーランド (Heather land)
テレビドラマ『マッサン』の関連イベントのために考案された。ドラマ主人公のモデル竹鶴政孝がウイスキー製造技法を学んだスコットランドに関連したカクテル。
材料
- 竹鶴ピュアモルト（ウイスキー） - 20ml
- クレーム・ド・カシス - 10ml
- ニッカ シードル ドライ

作り方
1. タンブラーグラスにウイスキーとクレーム・ド・カシスを入れ、軽く混ぜる。
2. シードルを追加する。

官能 センシュアル (Sensual)
スタア・バーの開業当初からあるオリジナルカクテルに「官能シリーズ」がある。太田和彦が面白がり、著書『愉楽の銀座酒場』（2009年、文藝春秋、ISBN 978-4163714004）でも紹介した。
太田からの「女優キム・ノヴァク、女盛り35歳の寝室」というオーダーで考案されたカクテルは「めまい」と名付けられ、レシピは以下の通り。
材料
- カルヴァドス - 30ml
- オロロソ・シェリー - 10ml
- クリーム・シェリー - 10ml
- ポートワイン - 10ml

作り方
1. 材料を全てミキシンググラスに入れ、ステアする。

芥川賞・直木賞祝杯カクテル
吉田修一が『パーク・ライフ』で第127回（2002年上半期）芥川賞を受賞した際にはスタア・バーで待っていた。このため「縁起の良い店」として、作家と編集者が芥川賞や直木賞の選考結果の発表を待つ際にも利用されている。石田衣良、江國香織、角田光代、森絵都、桜庭一樹などがスタア・バーで受賞の報を聞いている。
受賞の祝杯には、ミモザのオレンジジュースをグレープフルーツジュースに替えた「ホワイトミモザ」が大ぶりのバカラのグラスに注がれる。
サマー・ヒース
ヒースはスコットランドなどで秋に花を咲かせるジャノメエリカなどエリカ属の野草のこと。
1989年の第4回スコッチウィスキーカクテルコンクール優勝作品。
サイドカー、グラスホッパー、ベリーニと並んで、岸、スタア・バーのシグネチャーカクテル（バーテンダーや店を代表するカクテル）である。
材料
- スコッチ・ウイスキー - 40ml
- クレーム・ド・カシス - 10ml
- ドランブイ - 10ml
- フレッシュ・ライムジュース - 1tsp

作り方
1. 材料をシェイク、グラスの注ぐ。
2. パールオニオンとミントの葉を飾る。

ルナ・パーク(英: Luna Park）
1994年の日本バーテンダー協会全国大会 創作の部優勝作品。
材料
- ウォッカ - 2/6
- バイオレット・リキュール - 2/6
- ドリンクヨーグルト - 1/6
- アセロラジュース - 1/6

作り方
1. 氷と共に全ての材料をシェイクし、カクテルグラスに注ぐ。
2. 三日月型にカットしたリンゴと星型にカットしたレモンピールを飾る。

ミルキー・ウェイ(英: Milky Way）
1996年の国際バーテンダー協会インターナショナル・カクテル・コンペティション優勝作品。
材料
- ドライ・ジン - 30ml
- アマレット - 30ml
- ストロベリー・リキュール - 10ml
- ストロベリー・シロップ - 15ml
- パイナップル・ジュース - 90ml

作り方
1. パイナップル・ジュース以外の材料と氷をシェイクし、氷を入れたタンブラーに注ぐ。
2. パイナップル・ジュースをグラスに注ぐ。
3. 星形にカットしたレモンピールやリンゴの皮、三日月型にカットしたリンゴ、パイナップルの葉を天の川に見立てて飾る。